# عبده الإدريسي
عبده علي الادريسي (بالإنجليزية: Abdo Ali Al-Edresi)‏ ) (ولد في 16 فبراير 1986) لعب خط وسط كرة القدم اليمن |و الذي يلعب حاليا لنادي نادي العروبة اليمني ، وهو كابتن منتخب اليمن لكرة القدم تحت 17 الذي لعب كأس العالم للناشئين تحت 17 سنة في فلندا.